# Aérodrome de La Réole - Floudès
L’aérodrome de La Réole - Floudès (code OACI : LFDR) est un aérodrome ouvert à la circulation aérienne publique (CAP), situé sur la commune de Floudès à 2 km au sud-ouest de La Réole dans la Gironde (région Nouvelle-Aquitaine, France).
Il est utilisé pour la pratique d’activités de loisirs et de tourisme (aviation légère et aéromodélisme).

## Installations
L’aérodrome dispose d’une piste en herbe orientée est-ouest (08/26), longue de 962 m et large de 60.
L’aérodrome n’est pas contrôlé mais dispose d’une aire à signaux (ASI). Les communications s’effectuent en auto-information sur la fréquence de 123,350 MHz.

## Activités
- Kollectif vol libre    ULM
- SNAS Paramoteur
- Aéromodélisme Réolais